# Гарсмюле
Гарсмюле (нем. Garsmühle) — исчезнувший хутор и одновременно мельница на территории современного города Бад-Берлебург в районе Зиген-Витгенштейн в земле Северный Рейн-Вестфалия, Германия. Гарсмюле относился к общине Эльзофф.

## Географическое положение
Населённый пункт находился на месте впадения ручья Гарсбах в более крупный водоток Эльзофф на современной дороге земельного значения L877 между поселениями Ельзофф и Алертсхаузен. Хутор и мельница использовали в своей деятельности воду Эльзоффа. В настоящее время в 100 метрах восточнее проходит граница с землёй Гессен.

## История
Мельница, жилые постройки и подсобные помещения были построены в 1608 году. Водяная мельница была сконструирована с овершотом (падением воды на мельничное колесо сверху). Первоначально недвижимость мельничного хутора принадлежала общине Эльзоффа.
В 1644—1645 годах мельница не использовалась из-за последствий тридцатилетней войны. В 1674—1691 годах на хуторе жил с семьёй и работал мельником Мартин Альтхаус (Martin Althaus) из Алертсхаузена.
В 1712 году мельница была расширена за счёт пристройки маслобойни. С 1819 года мельница принадлежала прусской администрации Эльзоффа. В 1934 году имущество было полностью уничтожено пожаром.
В конце Второй мировой войны отставший отряд СС устроил засаду в Гарсмюле на американский джип. Во время перестрелки был убит американский солдат и ещё один ранен. Эсэсовцы увели раненого в подвал мельницы. Затем они скрылись на захваченном джипе в направление Берлебурга. Остатки бывшего поселения существовали до середины 1990-х годов.